# Blastokoline
Blastokoline (griechisch Blastos, Keim, Wachstum) ist ein ehemaliger Begriff für Hemmstoffe, die das Wachstum pflanzlicher Gewebe hemmen und so das vorzeitige Auskeimen von Samen und das vorzeitige Ausschlagen von Knospen verhindern. Den Begriff prägte der Botaniker Alfons Köckemann 1934, der aus fleischigen Früchten einen keimhemmenden Stoff mittels Ether extrahierte, der sich hitzeresistent und wasserlöslich erwies, aber empfindlich gegen Behandlung mit Alkali und Peroxide.
Blastokoline sind die Antagonisten der Auxine. Natürlich kommen sie zum Beispiel in Fruchthüllen vor. Abscisinsäure wirkt blastokolin.
Die Definition eines Pflanzenwachstumshemmers wurde erweitert auf jegliche Wuchshemmer, die die Ontogenese auch anderer Stämme hindern, wie Pilze (Hefen), Bakterien und Tiere (Epithelgewebe und Fibroblasten).